# Панкув
Панкув (пол. Panków, нім. Penkendorf) — село в Польщі, у гміні Свідниця Свідницького повіту Нижньосілезького воєводства.
Населення — 235 осіб (2011).
У 1975-1998 роках село належало до Валбжиського воєводства.

## Демографія
Демографічна структура станом на 31 березня 2011 року:
|          | Загалом | Допрацездатний вік | Працездатний вік | Постпрацездатний вік |
| -------- | ------- | ------------------ | ---------------- | -------------------- |
| Чоловіки | 113     | 22                 | 82               | 9                    |
| Жінки    | 122     | 19                 | 77               | 26                   |
| Разом    | 235     | 41                 | 159              | 35                   |